# UIC-kabel

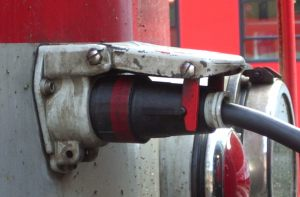
En UIC-kabel kopplad från en vagn till ett lok

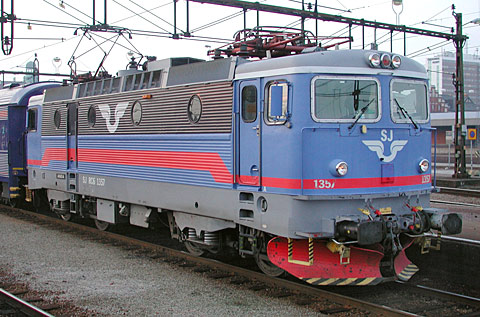
Ett Rc-lok försett med UIC-kabel. Kopplingsdosan till UIC-kabeln är den lilla vita dosan som sitter under det vänstra fönstret på loket

UIC-kabel eller även benämnd UIC 568 är en elkabel som sitter på lok och personvagnar främst i Europa. Kabeln sitter placerad på lokets front i form av en kopplingsdosa. På personvagnar finns denna vanligtvis placerad vid vagnens övergång i bälgen vid dörren för övergång mellan vagnarna. Detta är en svagströmskabel.
Ursprungligen var denna typ av kabel främst för högtalare på tågen. Men den används även till dörrstängning och kan också användas för att låta manövervagnar styra loken. Det kan även finnas telefon där konduktörerna kan ringa upp loket från vagnarna som går via denna kabel. Även lok kan styras med denna kabel. Ofta kan man ha ett lok i vardera änden på tågen och sedan personvagnar mellan dessa. Då styr loken varandra med UIC-kabeln.